# Klaus Kilimann
Klaus Kilimann (* 11. Oktober 1938 in Ortelsburg, Ostpreußen; † 26. Mai 2024 in Rostock) war ein deutscher SPD-Politiker und von 1990 bis 1993 Oberbürgermeister von Rostock.

## Leben
Klaus Kilimann wurde als Sohn eines Eisenbahners geboren und besuchte bis zum Ende des Zweiten Weltkriegs und der Flucht aus Ostpreußen die Grundschule seines Heimatortes. Es folgten Schuljahre bis zum Abiturabschluss 1956 in der neuen Heimat Neukloster. An der Universität Rostock begann Kilimann 1956 ein Physikstudium, das er 1961 mit dem Titel Diplomphysiker abschloss. Anschließend absolvierte er ein postgraduales Studium an der Lomonossow-Universität Moskau, wo er von Anatoli Alexandrowitsch Wlassow betreut wurde. 1963 begann er seine Tätigkeit an der Universität Rostock, zuerst als Assistent am Mathematischen Institut, ab 1964 am Physikalischen Institut, wo er 1966 promovierte. Von 1970 bis 1979 war er als Oberassistent tätig. Er habilitierte sich 1978 auf dem Gebiet der theoretischen Physik mit der Arbeit Zwei-Teilchen-Zustände in Fermisystemen mit Coulombwechselwirkung. Von 1980 bis 1990 arbeitete er als außerordentlicher Dozent. Von 1982 an war er in der Hauptstadt Nicaraguas Managua für drei Jahre an einer dortigen Hochschule tätig, wo er beim Aufbau der Ausbildung von Physikern half.
1989 wurde Klaus Kilimann Mitglied im Neuen Forum Rostock und arbeitete im Gerechtigkeitsausschuss im Rahmen des Runden Tisches in Rostock. Im Januar 1990 trat er in die SDP, die später in der SPD aufging, ein. Am 31. Mai 1990 wurde Kilimann als Nachfolger von Christoph Kleemann zum Oberbürgermeister der Hansestadt Rostock gewählt. Nach den Ausschreitungen in Rostock-Lichtenhagen trat er am 3. Dezember 1993 zurück und war nach einer Zeit der Arbeitslosigkeit von 1994 an in verschiedenen Consultingprojekten des Bundesministeriums für wirtschaftliche Zusammenarbeit und Entwicklung in Sankt Petersburg, Moskau und Kirgisistan tätig, bevor er 2005 in den Ruhestand ging. Klaus Kilimann lebte in Rostock.